# زاحفات مورادي
زاحفات مورادي (الاسم العلمي:†Moradisaurinae) هي أسرة منقرضة من الزواحف الحقيقية تتبع فصيلة ممساكيات الخطم. زاحفة مورادي هي الجنس النمطي لأسرة زاحفات مورادي.

## الأجناس
- ✝زاحفة مورادي
- ✝Captorhinikos
- ✝Gansurhinus
- ✝Gecatogomphius
- ✝Hyloidichnus
- ✝Kahneria
- ✝Rothianiscus